# Michail Semjonovič Voroncov
Michail Semjonovič Voroncov (rusky Михаи́л Семёнович Воронцо́в, 19. květnajul./ 30. května 1782greg. Petrohrad – 6. listopadujul./ 18. listopadu 1856greg. Oděsa) byl ruský kníže a polní maršál, který se vyznamenal v napoleonských válkách a proslulosti dosáhl při Kavkazském tažení v letech 1844–1853.

## Život
Narodil se do rodiny Voroncovových jako druhý syn hraběte Semjona Romanoviče Voroncova, dětství a mládí prožil v Londýně, kde byl jeho otec vyslancem. V letech 1803–1804 sloužil na Kavkaze pod generálem Pavlem Cicianovem, účastnil se dobytí Gjandži. Ruské jednotky zde roku 1804 po dobytí města zmasakrovaly více než 3000 lidí, včetně 500 muslimů, kteří hledali útočiště v mešitě.
V letech 1805–1807 bojoval v napoleonských válkách a zúčastnil se bitev u Pultuska a u Friedlandu, mezi lety 1809 a 1811 bojoval v rusko-turecké válce.
Na počátku Vlastenecké války sloužil knížetem Bagrationem, bojoval u Smolenska a v bitvě u Borodina byl raněn. Po uzdravení se v roce 1813 k armádě vrátil. V létech 1815–1818 velel okupačním vojskům ve Francii.
V roce 1856 byl povýšen do hodnosti polního maršála a v témže roce v Oděse zemřel.
Oženil se roku 1819 v Paříži s polskou šlechtičnou Alžbětou (Jelizavetou) Branickou (8. 9. 1792 Bila Cerkva – 15. 4. 1880 Oděsa). Manželství bylo požehnáno narozením šesti dětí, čtyři z nich však zemřely v dětství. Jelizaveta měla okolo roku 1822 krátký románek s básníkem Alexandrem Sergejevičem Puškinem, kterého v Oděse zaměstnával právě kníže Voroncov. Puškin napsal o půvabné kněžně několik básní a po odhalení poměru, dostal od Jelizavety na rozloučenou zlatý prsten, který nosil do konce života. 
- 1. Kateřina (*/† 1820)
- 2. Alexandra (1821–1830)
- 3. Alexandr (1822–1823)
- 4. Semjon (23. 10. 1823 Oděsa – 6. 5. 1882 Petrohrad)
  - ⚭ 1851 Marija Vasiljevna Stolypinová, rozená Trubecká (23. 3. 1819 – 28. 2. 1895)
- 5. Sofie (3. 4. 1825 Paříž – 15. 8. 1879)
  - ⚭ 1844 hrabě Andrej Pavlovič Šuvalov (12. 3. 1817 Petrohrad – 14. 4. 1876 tamtéž)

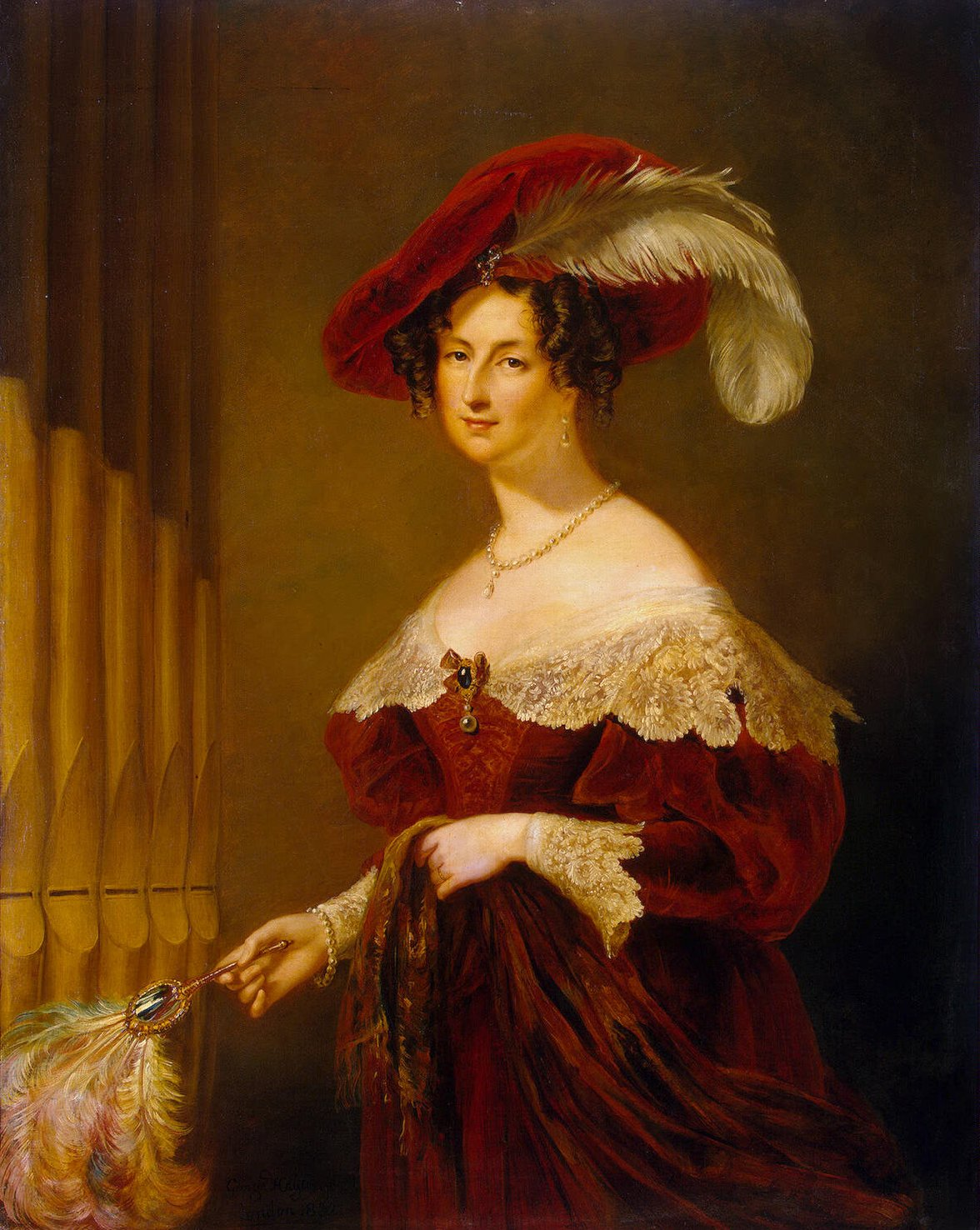
George Hayter: Jelizaveta Voroncovová (rozená Branická)

- 6. Michail (1826–1830)